# エムレ・アシュク
エムレ・アシュク（トルコ語: Emre Aşık、1973年12月13日 - ）は、トルコの元サッカー選手。元トルコ代表。ポジションはDF。

## 経歴

### クラブ
ションメズ・フィラメントスポルの下部組織出身で、1990年5月27日の試合で途中出場し3部所属のトップチームにデビュー。このシーズンは他に出場が無かったが、翌シーズンに主力として出場を重ねた。
1992年夏にバルケスィルスポルに完全移籍。同年8月30日に移籍後初出場、その十日後にプロ初得点を記録した。
1993年夏にフェネルバフチェSKに完全移籍。8月11日のバシュバカニルク・クパスの109分に決勝点を叩きこんだため、加入直後から印象強い選手となった。しかしシーズンを経るごとに出場機会は減っていった。
1996年夏にイスタンブールスポルに完全移籍した。
2000年夏にガラタサライSKに3年契約で完全移籍。暫く遠ざかっていた代表から再び招集されるパフォーマンスを見せた。
2003年夏にライバルのベシクタシュJKに3年契約で完全移籍。10月1日のチェルシーFC戦でチームを勝利に導く大活躍を見せたため、「スタンフォード・ブリッジの英雄」と呼ばれた。ただ、翌シーズンには出番が減少した。
2006年2月に単年契約でガラタサライに帰還した。翌シーズンにアンカラスポルに期限付き移籍、セルヴェト・チェティン、ギョクハン・ザンがレギュラーで彼はその控えであったが、ザンが負傷して以降は主力として活躍した。その後ガラタサライに戻ったが、怪我に泣かされ2010年に引退した。

### 代表
年代別代表としてはU-18代表、U-20代表としての出場歴がある。後者では1993 FIFAワールドユース選手権に出場した。
2002 FIFAワールドカップではブラジル代表戦では出場機会が無かったものの、コスタリカ代表戦、中国代表戦でスターティングメンバーとして出場した。しかし日本代表戦は警告累積で出場停止であった。
UEFA EURO 2008では、クラブではザンが負傷したためにレギュラーとなっていた彼であるが、スイス代表戦にスターティングメンバーとして出場。その後エムレ・ギュンギョルが台頭したが、ギュンギョルが負傷したため再びレギュラーを務めた。トルコが敗れた準決勝のドイツ代表戦は累積で出場停止であった。
ガラタサライ時代のチームメイトのオカン・ブルクとともに2010年5月22日のチェコ代表との親善試合で引退した。

## プレースタイル
非常に激しく当たりに行くディフェンダーとして有名で、リーグ戦のみでキャリア通算のイエローカードは108枚、レッドカードは13枚もらっている。そのプレースタイルから物議を呼ぶ事も多かった。

## 人物
ガラタサライとベシクタシュの両方でプレーした数少ない選手の一人である。
2020年には妻が彼を殺すために100万ポンドをかけて暗殺者を雇うという事件が起こったが、この計画は暗殺者からのリークで未然に発覚した。妻の愛人もこの話を持ちかけられたものの拒否、離婚のついでに彼を殺害し保証金を得るのだけが狙いであったようだと述べている。なおこの妻との間には3人の子がいる。

## 代表歴

### 出場大会
- トルコ代表
  - 2002 FIFAワールドカップ

### 試合数
- 国際Aマッチ 34試合 2得点（1993年-2010年）[18]

| トルコ代表 | 国際Aマッチ | 国際Aマッチ |
| 年         | 出場        | 得点        |
| ---------- | ----------- | ----------- |
| 1993       | 2           | 0           |
| 1994       | 0           | 0           |
| 1995       | 7           | 1           |
| 1996       | 0           | 0           |
| 1997       | 0           | 0           |
| 1998       | 0           | 0           |
| 1999       | 0           | 0           |
| 2000       | 0           | 0           |
| 2001       | 3           | 3           |
| 2002       | 8           | 0           |
| 2003       | 1           | 0           |
| 2004       | 0           | 0           |
| 2005       | 0           | 0           |
| 2006       | 0           | 0           |
| 2007       | 5           | 0           |
| 2008       | 5           | 0           |
| 2009       | 2           | 0           |
| 2010       | 1           | 0           |
| 通算       | 34          | 2           |